# Савицкий, Стефан Васильевич (проповедник)
Стефан Васильевич Савицкий — придворный проповедник, диакон. Из его проповедей напечатаны в 1742—1743 годах всего три. «Диакон Савицкий украшал придворную кафедру, — говорит о нём А. П. Сумароков, — хотя был мало почитаем, а паче — гоним невеждами». Произнесение проповеди диаконом в придворной церкви и в присутствии императрицы старому поколению придворных казалось непозволительным новшеством, и Савицкий был отставлен от должности проповедника. После него звание «придворных проповедников» не существовало до Георгия Конисского. Позже Савицкий был библиотекарем Славяно-греко-латинской академии в Москве. Историю его пререканий с духовным начальством см. в «Исторических и критических опытах» Н. И. Барсова (СПб., 1879: «Малоизвестные русские проповедники XVIII ст.»).